# Чеботарёв, Владимир Петрович
Владимир Петрович Чеботарёв (8 ноября 1923 — 8 января 2002) — генерал-майор Советской Армии, участник Великой Отечественной войны.

## Биография
Владимир Петрович Чеботарёв родился 8 ноября 1923 года в городе Москве. В 1941 году был призван на службу в Рабоче-Крестьянскую Красную Армию Куйбышевским районным военным комиссариатом города Москвы. В сентябре 1941 года был зачислен в Московское военно-инженерное училище. Будучи курсантом, вместе со своими товарищами участвовал в битве за Москву. В составе роты М. Ф. Бакуна занимался минными работами, подрывая мосты, склады и прочие сооружения на Ильинском рубеже, обустраивал оборонительные рубежи, осуществлял минные постановки. Не раз при выполнении своих обязанностей Чеботарёв попадал под вражеские обстрелы. В декабре 1941 года окончил училище, после чего служил в 178-й отдельной аэродромно-технической роте 20-го района авиационного базирования ВВС Западного фронта.
После окончания войны продолжал службу в Советской Армии. Окончил Военно-инженерную академию. Защитил диссертацию на соискание учёной степени кандидата технических наук, на протяжении ряда лет преподавал в Военно-инженерной академии имени В. В. Куйбышева, опубликовал целый ряд научных работ. Был уволен в запас в звании генерал-майора. Жил в Москве. Умер 8 января 2002 года.

## Награды
- Орден Отечественной войны 1-й степени (11 марта 1985 года);
- 2 ордена Красной Звезды (1956, 1978);
- Медали «За боевые заслуги», «За оборону Москвы» и другие медали.